# Przystajń (gemeente)
De gemeente Przystajń is een landgemeente in het Poolse woiwodschap Silezië, in powiat Kłobucki.
De zetel van de gemeente is in Przystajń.
Op 30 juni 2004 telde de gemeente 6026 inwoners.

## Oppervlakte gegevens
In 2002 bedroeg de totale oppervlakte van gemeente Przystajń 88,85 km², waarvan:
- agrarisch gebied: 60%
- bossen: 32%

De gemeente beslaat 9,99% van de totale oppervlakte van de powiat.

## Demografie
Stand op 30 juni 2004:
| Omschrijving                   | Totaal | Totaal | Vrouwen | Vrouwen | Mannen | Mannen |
| ------------------------------ | ------ | ------ | ------- | ------- | ------ | ------ |
| eenheid                        | aantal | %      | aantal  | %       | aantal | %      |
| inwoners                       | 6026   | 100    | 3011    | 50      | 3015   | 50     |
| bevolkingsdichtheid (inw./km²) | 67,8   | 67,8   | 33,9    | 33,9    | 33,9   | 33,9   |

In 2002 bedroeg het gemiddelde inkomen per inwoner 1518,51 zł.

## Administratieve plaatsen (sołectwo)
Antonów, Bór Zajaciński, Brzeziny, Dąbrowa, Górki, Kamińsko, Kostrzyna, Ługi-Radły, Mrówczak, Nowa Kuźnica, Podłęże Szlacheckie, Przystajń, Siekierowizna, Stany, Stara Kuźnica, Wilcza Góra, Wrzosy.

## Aangrenzende gemeenten
Krzepice, Olesno, Panki, Wręczyca Wielka